# Пидмънт
Пидмънт (на английски: Piedmont) е плато в източната част на Съединените американски щати. То образува югоизточните предпланини на Апалачите и представлява хълмиста равнина с надморска височина от 40 – 80 до 400 m. Някои остатъчни хълмове достигат до 500 – 700 m. Изградено е от кристалинни и метаморфни скали. Простира се от югозапад на североизток на около 1600 km успоредно на основната верига на Апалачите, като ширината му варира от 50 до 200 km. Повърхността му е слабо хълмиста, като на югоизток постепенно се понижава и преминава в Атлантическата низина. Реките, пресичащи източния край на Пидмонт, образуват серия от бързеи и водопади, като образуват т.нар. „Линия на водопадите“. На повечето от реките пресичащи тази линия са изградени ВЕЦ. На места в Пидмонт са се съхранили смесени гори.